# Luna in Riviera
Luna in Riviera è un singolo del gruppo musicale brasiliano Selton, pubblicato l'8 settembre 2017 come secondo estratto dal quinto album in studio Manifesto tropicale.

## Video musicale
Il videoclip pubblicato il 16 settembre 2017 sul canale Vevo-YouTube della band, mostra una piscina, un giardino, un salotto con divano, una camera da letto, una macchina che viene lavata, una ragazza alla finestra dietro la tenda, un campo da golf, una palestra con i vari attrezzi da ginnastica e un ragazzo e una ragazza che camminano su una strada sterrata per poi ritrovarsi prima all'esterno di una casa e poi all'interno. Alla fine del video la band fa dei concerti notturni in varie location.